# パアンガ
パアンガ (paʻanga) は、トンガの通貨。補助通貨単位はセニティ (seniti) で、1パアンガ=100セニティである。トンガではトンガ・ドルとも呼ばれる。首都・ヌクアロファにあるトンガ国立準備銀行によって発行され、オーストラリア・ドル、ニュージーランド・ドル、米ドル、日本円の通貨バスケット制にペッグされている。
パアンガは、1967年4月3日に導入された。当時のレートは2英ポンド=2パアンガだった。1991年2月11日まで、パアンガはオーストラリア・ドルにペッグしていたが、その後は上記の通貨バスケットにペッグされるようになった。

## 硬貨
1967年に、1、2、5、10、20、50セニティと1パアンガ硬貨が発行されたが、実際には50セニティと1パアンガは紙幣が中心で硬貨の発行はわずかだった。その後、50セニティは硬貨発行が主となり、紙幣の発行は1983年で中止された。現在流通している硬貨は1、2、5、10、20、50セニティ硬貨である。1、2セニティは青銅貨、残りは白銅貨である。

## 紙幣
1967年、2分の1、1、2、5、10パアンガ紙幣が発行された。当時の紙幣の絵柄はすべてサローテ女王の肖像であった。1974年になると、王位を継承したトゥポウ4世の肖像へと切り替えられた。1983年には2分の1パアンガ紙幣の発行が中止され、1985年には20パアンガ紙幣が、1992年には50パアンガ紙幣が新たに発行された。
2006年にトゥポウ4世が崩御したため、2年後から後継のトゥポウ5世の肖像画を描いた新紙幣の流通がスタートした。またこの際に、さらなる高額紙幣として100パアンガ紙幣が導入されている。
2015年からは現国王トゥポウ6世の肖像画を描いた紙幣が流通している。1パアンガ紙幣の発行は停止された。